# Новодмитрієвка
Новодми́трієвка (рос. Новодмитриевка) — село у складі Александровського району Оренбурзької області, Росія.

## Населення
Населення — 53 особи (2010; 83 у 2002).
Національний склад (станом на 2002 рік):
- росіяни — 94 %